# Elevador de Matte

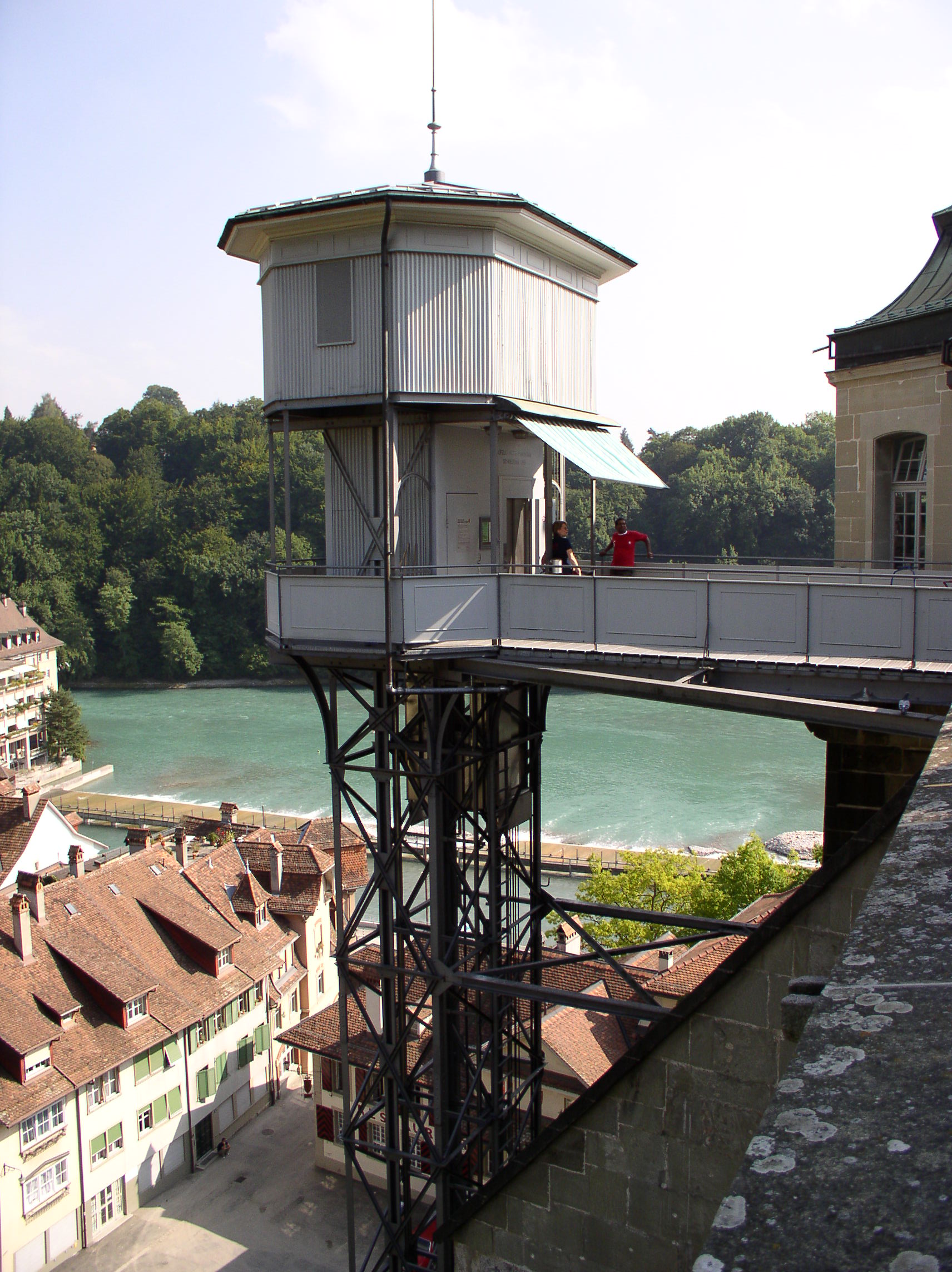
Der Mattelift

O Elevador de Matte (em alemão Mattelift) é um meio de transporte na parte antiga da cidade de Berna que liga o Bairro Matte à parte alta da cidade.
Em 1894, uma comissão de iniciativa que criou, o que incentivou a construção do elevador Mattelift. A "Electric Passenger Carrier Matte-Plattform AG", fundada em 1896, encomendou a Berlim empresa Siemens & Halske para realizar o projeto. Em 22 de abril de 1897, o elevador entrou em operação. Originalmente, o complexo consistia de duas cabines, que foram suspensas em troca. A fim de reduzir os custos com pessoal, no entanto, apenas uma cabine que foi operada a partir de 1910 em diante, e a segunda cabine que foi substituída por contrapesos durante uma conversão em 1920. Em 1952, a cabine existente foi substituída por uma nova, espaçosa de metal. Em 1995, a construção em aço foi completamente renovada por CHF 170.000.
No outono de 2008, a empresa local Emch Aufzüge AG substituiu a cabine de aço existente por uma cabine com vidros com sistema de aquecimento de piso. O motor de acionamento, a unidade de controle eletrônico e o cabo de aço também foram substituídos. A renovação custou CHF 180,000. Fr. 30'000.- para uma compilação da Bernmobil linha 30 em um ciclo de 20 minutos.
Desde que os passageiros não são transportados gratuitamente, o elevador é classificado como um transporte público, no sentido da Lei Federal sobre a Promoção dos Transportes de Passageiros (Passenger Transport Act). Esta ordem que confirmada por despacho de 1 de Fevereiro de 2008 e a concessão prorrogada até o final do 2026. Há apenas um outro elevador na Suíça, que é operado por uma concessão federal, ou seja, o elevador Hammetschwand no Buergenstock. Hoje, o elevador Matte está integrado no Tarifverbund Libero. Além disso, um em separado interna, a tarifa Inclui subscrição correspondente.
Ele transporta diariamente cerca de 800 pessoas , a maioria deles de baixo para cima. Em 2007, a capacidade de transporte foi 316'500 pessoas.
A pé, pode-se chegar a parte de trás da Catedral de Berna, da esteira para que ao longo dos 183 degraus de madeira do Século XIV que está localizado nas imediações da estação do vale do elevador Matte.

## Literatura
- Peter Tschanz: Das Berner Trambuch – 150 Jahre öffentlicher Verkehr. Verlag Fischer-Media, Münsingen (Bern), 1998, ISBN 3-85681-414-0